# 陳天機
陳天機（1914年12月20日—2009年9月21日），臺灣醫師，臺中州豐原郡內埔庄人（今臺中市后里區），中臺醫事技術專門學校創辦人，也曾任高雄醫學大學內科教授，民眾敬稱天機仙。

## 生平

### 日治時期
陳天機出生於臺灣日治時期大正三年（1914年）12月20日，乃父為豐原郡內埔庄一帶的大地主，家境優渥。陳天機先後於內埔公學校（今臺中市后里區內埔國民小學）、臺中州立臺中第一中學校等就讀，昭和八年（1933年）保送臺灣總督府臺北醫學專門學校。
臺灣總督府臺北醫學大學原是專科學校，比照日本內地學制，即中學學歷即可申請，修業年限為八年，是當時臺籍學子趨之若鶩申請的學校。昭和11年（1936年），逢臺北帝國大學增設醫學部，便將總督府醫學校整併成「臺北帝國大學附屬醫學專門部」。昭和12年（1937年），陳天機成為併校後第一屆的畢業生，同期畢業的尚有董大成、翁廷俊、胡水旺、林國川等，不少同學日後都成為臺灣醫界的中流砥柱。
陳天機畢業後進入臺北帝國大學附屬醫院主治風土病的第一內科研習，當時第一內科的主任為日本醫師小田俊郎，小田俊郎是熱帶傳染病研究領域的學者，陳天機跟隨小田俊郎研習期間，他的研究成果主要在於甲狀腺風土病，此外亦有涉及過敏、傳染病以及心血管疾病等研究。陳天機在附屬醫學院任職期間，相識同在醫院服務的護理人員陳順，日後結縭成夫妻。
昭和16年（1941年），尚處二戰期間，日本軍前線吃緊，陳天機一度被徵召成軍醫差點發配至南洋，幸賴小田俊郎向日本政府陳情，才讓陳天機得以留守附屬醫院，免於徵召，否則搭乘軍艦前往南洋途中，難免有被美軍攻擊、命喪海底之虞。1945年，日本在二戰中落敗，依據「波茨坦協議」內容，日本政府有效統治領域將被限縮在本州、九州、四國和北海道，其餘原屬日本的轄地都必須移交出去（如臺灣、滿州國等），所以臺北帝國大學趕在10月25日政權移交前夕，將當時留校的研究生盡速授予博士學位，包括陳天機在內，李鎮源、彭明聰、邱仕榮等都因此受惠，這批博士生在日後皆自稱自己為「波茨坦博士」。

### 中華民國時期
民國35年（1946年），陳天機頂著博士學歷返鄉開業（舊社村），「博士」在內埔地區甚是罕見，吸引不少病患求診，生意絡繹不絕。陳天機將自己的診所取作「順天堂診所」，乃兼採自己與夫人陳順的名字為名；其中，「順天堂診所」的匾額還是延請臺中清水知名鄉紳楊肇嘉提筆揮毫。民國36年至49年（1947年－1960年）間，陳天機每日忙於例行性看診之外，也抽空做研究，一共發表七篇關於甲狀腺疾病的論文。同一時期，陳天機也接受業師杜聰明的邀請，前往高雄醫學院擔任內科教授。
嗣後，陳天機因長期在臺中、高雄之間往返，為減少交通奔波，將診所搬遷至臺中後火車站的復興路上開業。民國49年（1960年），陳天機為擴大經營規模，又將診所遷至三民路上，設立「順天綜合醫院」，聘用員工人數達百人之多，附有當時最先進的檢驗設備及X光設施，更在民國80年代（約1970年代）陸續開辦「糖尿病教室」及「癌症防治中心」，十分重視民眾的衛教、飲食諮詢以及檢診等需求。
陳天機將事業重心轉移到臺中市區之後，每週二仍會搭乘糖廠行經大安、外埔的五分車，專程返鄉看診，總計在后里舊社服務長達40年歲月。
陳天機在高雄醫學院執教十年餘，在臺灣中部開辦醫學教育的念頭隨之萌芽。只是當時教育部轄下已有高醫、臺北醫學院、中國醫藥學院、中山醫等醫學院，醫學院數量已臻滿額，僅剩五專的額度，陳天機不改其志，遂於民國55年（1966年）3月，原逢甲學院舊址（今北屯區）籌組「中臺醫事技術專科學校」，並捐贈創校基金新臺幣500萬元及五甲餘地給予學校董事會。同年6月，「醫事檢驗科」、「放射技術科」、「醫務管理科」奉准成立，並參加該年度五專聯合招生，9月起開辦第一屆，總計招收200名新生。
中臺醫術科技專科學校經營順利，日後陸續增科，在民國87年（1998年）奉令改制「中臺醫護技術學院」、民國94年（2005年）升格「中臺科技大學」，其授課含括學士班、碩士班，乃至於博士班，也側面反應陳天機一生在「臨床、教學、研究」的成就。
民國98年（2009年）9月21日，陳天機離世，享壽96歲（實歲94歲）。